# Los Álamos
Los Álamos è un comune del Cile della provincia di Arauco nella Regione del Bío Bío. Al censimento del 2002 contava una popolazione di 18.632 abitanti.

## Società

### Evoluzione demografica
| Censimento del 1992 | Censimento del 2002 |
| 16.870 ab.          | 18.632 ab.          |